# Margaritifer Terra
Margaritifer Terra es una antigua región de Marte llena de cráteres. Tiene su centro justo al sur del ecuador marciano en las coordenadas 4.9°S 25°O y cubre 2600 km en su extensión más ancha. El área revela " terreno caótico ", canales de salida y llanuras aluviales que son indicativas de inundaciones masivas. Los patrones de erosión eólica también están en evidencia. Una región dentro de terra muestra algunas de las densidades de red de valles más altas del planeta. Ares Vallis es otra característica notable, donde los patrones de inundación y flujo son evidentes; fue el lugar de aterrizaje del módulo de aterrizaje soviético Mars 6  y del Mars Pathfinder de la NASA. También es uno de varios sitios de aterrizaje propuestos para el Mars 2020 Rover.
Se cree que Holden y Eberswalde, unos cráteres en Margaritifer Terra, anteriormente tenían lagos porque contienen deltas y minerales de esmectita de hierro/magnesio que necesitan agua para formarse. El sistema Uzboi-Landon-Morava (ULM) de caminos para el flujo de agua se encuentra en Margaritifer Terra. Los investigadores creen que los grandes canales de inundación en esta región fueron tallados rápidamente en solo semanas o meses por catastróficas salidas de agua subterránea. Debido a que la formación de hematites requiere agua líquida, que no podría existir por mucho tiempo sin una atmósfera espesa, Marte debe haber tenido una atmósfera mucho más espesa en algún momento del pasado.
Margaritifer Terra recibió su nombre en 1979, en honor a la Costa de las Perlas, al sur de la India. Parte de él se encuentra en el cuadrángulo de Margaritifer Sinus y parte en el cuadrángulo de Oxia Palus.